# Mistrzostwa Świata w Tenisie Stołowym 2005
48. Mistrzostwa świata w tenisie stołowym odbyły się w dniach 29 kwietnia-6 maja 2005 roku w Szanghaju. Zawody zostały zdominowane przez reprezentantów Chin, którzy zwyciężyli we wszystkich konkurencjach.

## Końcowa klasyfikacja medalowa
| Miejsce | Państwo          | Złoto | Srebro | Brąz | Razem |
| ------- | ---------------- | ----- | ------ | ---- | ----- |
| 1       | Chiny            | 5     | 4      | 6    | 15    |
| 2       | Niemcy           | 0     | 1      | 0    | 1     |
| 3       | Hongkong         | 0     | 0      | 2    | 2     |
| 4       | Dania            | 0     | 0      | 1    | 1     |
| 4       | Korea Południowa | 0     | 0      | 1    | 1     |

## Medaliści
| Konkurencja             | Złoto                 | Srebro                  | Brąz                                |
| gra pojedyncza kobiet   | Zhang Yining          | Guo Yan                 | Lin Ling Guo Yue                    |
| gra pojedyncza mężczyzn | Wang Liqin            | Ma Lin                  | Oh Sang-eun Michael Maze            |
| gra podwójna kobiet     | Wang Nan Zhang Yining | Guo Yue Niu Jianfeng    | Bai Yang Guo Yan Tie Yana Zhang Rui |
| gra podwójna mężczyzn   | Kong Linghui Wang Hao | Timo Boll Christian Süß | Chen Qi Ma Lin Wang Liqin Yan Sen   |
| gra mieszana            | Wang Liqin Guo Yue    | Liu Guozheng Bai Yang   | Yan Sen Guo Yan Qiu Yike Cao Zhen   |